# Church Rock (Utah)

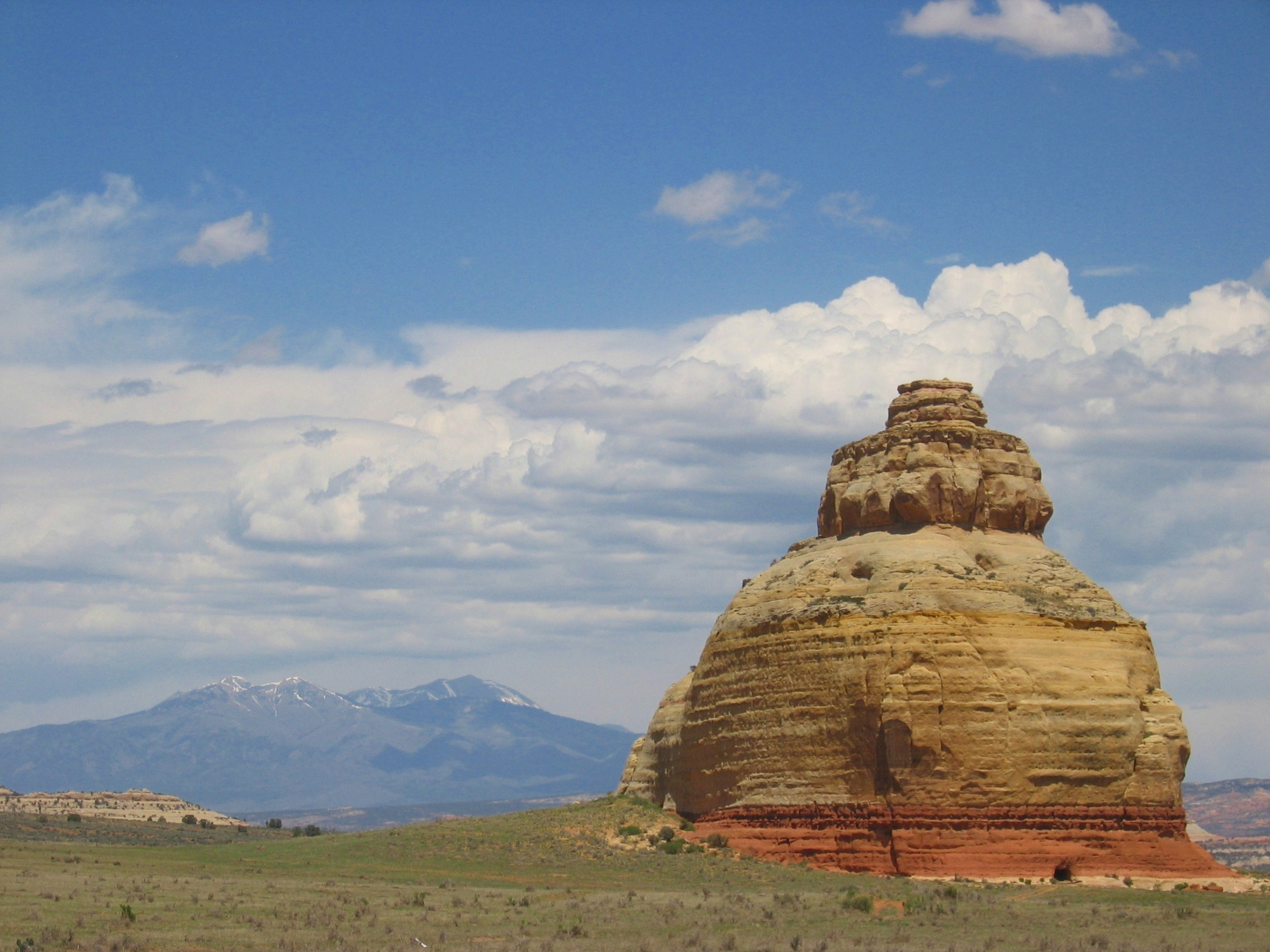
Church Rock in Utah. Die La Sal Mountains sind im Hintergrund.

Church Rock ist der Name eines einzelnen Sandsteinfelsens. Der Felsen erreicht eine Höhe von 1881 m.
Er befindet sich im südlichen Teil des US-Bundesstaates Utah an der U.S. Route 191, nahe dem Eingang zu der sogenannten The Needles-Region des Canyonlands National Park.